# Bunium nothum
Bunium nothum är en flockblommig växtart som först beskrevs av Charles Baron Clarke, och fick sitt nu gällande namn av P.K.Mukh. Bunium nothum ingår i släktet jordkastanjer, och familjen flockblommiga växter. Inga underarter finns listade i Catalogue of Life.